# Jennifer Spieldenner
Jennifer Spieldenner es una deportista estadounidense que compitió en triatlón. Ganó una medalla de bronce en el Campeonato Panamericano de Triatlón de 2009.

## Palmarés internacional
| Campeonato Panamericano | Campeonato Panamericano        | Campeonato Panamericano | Campeonato Panamericano |
| Año                     | Lugar                          | Medalla                 | Prueba                  |
| ----------------------- | ------------------------------ | ----------------------- | ----------------------- |
| 2009                    | Oklahoma City (Estados Unidos) | Medalla de bronce       | Individual              |